# Street Flava 3rd Avenue
Street Flava 3rd Avenue è una raccolta di musica rap pubblicata nell'ottobre 2005 e curata da Radio Italia Network.
Contiene 39 brani realizzati da artisti di primo piano della scena italiana come Bassi Maestro, Shocca, Mista, Inoki, Jesto, OneMic e Fabri Fibra.

## Tracce
CD 1
1. The Buildzer (feat. DJ Yaner & Entics) - Streetflava
2. Don Joe & Grand Agent (feat. Ask, Vincenzo da Via Anfossi & Marracash) - Hustlebound
3. Co'Sang - Undaground faja
4. DJ Fede (feat. Frank Siciliano) - Vorrei
5. La Famiglia - Amici
6. Dargen D'Amico - Mississippi blues
7. Palla & Kuno - Il battito (tempi di rivalsa)
8. ATPC - Tutto e subito
9. Zampa - Dei guai
10. Migliori Colori - Evidente
11. Kaso & Maxi B - Se non ne puoi più
12. The Poor Man Style Sound System & Principe - Com'è che va
13. Mondo Marcio - Fuori di qua
14. MentiSpesse All Starz - M-e-n-t-i-s-p-e-s-s-e
15. Mace & Blodi B - Urla
16. DDP - Così come sei
17. Bassi Maestro & Supa - Bang bang
18. Ape - Generazione di sconvolti
19. Rischio - 8 1/2 street flava version
20. Shocca & Mista - Streetstyle outro

CD 2
1. Fabri Fibra - Streetstyle intro
2. Stokka & MadBuddy - Tasters 3000
3. Pesi Piuma - Pensavi male
4. Othello - 27-7-365 (pace)
5. OneMic (feat. Anda) - Pioggia
6. Michel (feat. Maxi B) - Lugano
7. Jesto - Pompalo
8. Masta & Soulshine - Più in là
9. The Lickerz (feat. Kito) - MC invisibile
10. Microspasmi - Avvelenato
11. La Crème - Tilt
12. Posi Argento - Attimi
13. Fat Fat Corfunk & DJ Nessinfamous - Realtà fuori dalle scuole
14. Primo & Squarta - Milano Roma
15. Numeri 2 - Sexy mà
16. Chief & Reverendo - Luce
17. Two Fingerz -  So che si può
18. Amir & Mr. Phil - Parli di me
19. Inoki - Streetsyle outro